# La Ventana, Huitiupán
La Ventana är en ort i Mexiko.   Den ligger i kommunen Huitiupán och delstaten Chiapas, i den sydöstra delen av landet, 700 km öster om huvudstaden Mexico City. La Ventana ligger 584 meter över havet och antalet invånare är 322.
Terrängen runt La Ventana är kuperad åt sydväst, men åt nordost är den bergig. Runt La Ventana är det ganska tätbefolkat, med 104 invånare per kvadratkilometer. Närmaste större samhälle är Simojovel de Allende, 9,7 km sydväst om La Ventana. Omgivningarna runt La Ventana är en mosaik av jordbruksmark och naturlig växtlighet.